# Vladimir Jepisjin

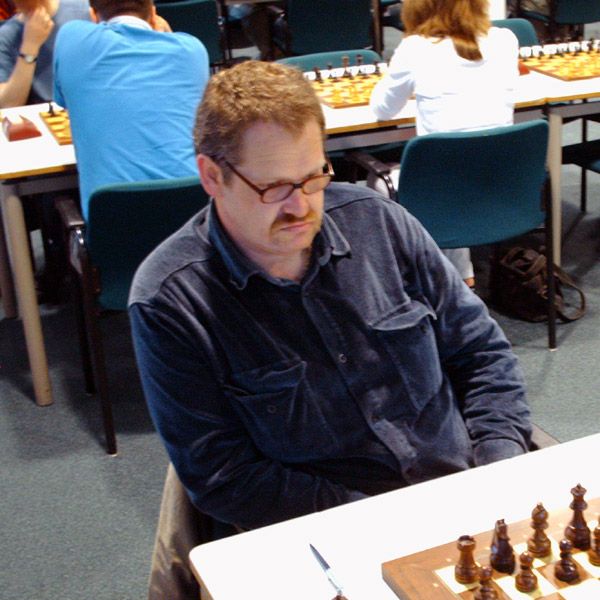
Vladimir Jepisjin

Vladimir Viktorovitsj Jepisjin (Russisch: Владимир Викторович Епишин) (Leningrad, 11 juli 1965) is een Russische schaker met een rating van 2558 in 2015. Hij is een grootmeester.
- In 1999 won hij, ongedeeld, het open kampioenschap van Gouda.[1] In 2016 werd hij op hetzelfde toernooi eerste, gedeeld met Erik van den Doel.
- In 2000 won Jepisjin samen met Semen Dvoirys de open groep van het Schaaktoernooi Hoogeveen.
- In het Open kampioenschap van Apeldoorn dat in 2001 verspeeld werd, eindigde hij samen met Friso Nijboer op de eerste plaats. Op het Hastings International Chess Congress in 2004 werd hij derde. De Schot Jonathan Rowson werd eerste.
- In 2003 en in 2004 won Vladimir Jepisjin het Open Kampioenschap van Utrecht.[2]
- In augustus 2004 eindigde hij samen met Igor Glek als eerste en tweede in het ROC-Aventus open Apeldoorn met 159 deelnemers
- Epishin speelt in november 2004 ook mee in het toernooi om het kampioenschap van Rusland.
- In februari 2005 nam Jepisjin deel aan het Daniël Noteboom-toernooi.
- Op 5 mei 2005 werd in Wageningen het 73e Bevrijdingstoernooi verspeeld dat met 6 uit 7 door Jepisjin gewonnen werd. Vincent Rothuis en Petar Popovic werden gedeeld tweede.
- In juli 2005 vond in Haarlem het vierde Roc Nova College schaaktoernooi plaats, met meer dan 190 deelnemers. Drie schakers eindigden met 5.5 pt. uit 6: Friso Nijboer, Erwin l'Ami en Edwin van Haastert. Na de tie-break werd Friso eerste. Vijf spelers eindigden met 5 punten, namelijk Sergej Tiviakov, Vladimir Jepisjin, Lev Gutman, Harmen Jonkman en Irina Slavina.
- In augustus 2005 eindigde Jepisjin op het Solsones open met 6.5 pt. uit 9.
- Van 24 september t/m 2 oktober 2005 speelde hij mee in het 14e Monarch Assurance toernooi op het eiland Man waar hij met 6 uit 9 op de achtste plaats eindigde.[3]
- In november 2005 vond het Leuven open 2005 plaats, dat met 6.5 pt. uit 7 door hem gewonnen werd.
- In juni 2014 won hij het HSC/De Legibus Open in Helmond.
- In mei 2015 en mei 2016 won hij het Apeldoornse Rapidkampioenschap.